# Antonschacht
Der Antonschacht war eine Steinkohlengrube des Königlichen Steinkohlenwerkes Zauckerode. Der Schacht lag im westlichen Teil der Steinkohlenlagerstätte des Döhlener Beckens auf Zauckeroder Flur.

## Geschichte
Der bei 198,60 m NN angesetzte Schacht wurde 1825 bis auf eine Teufe von 88,75 Metern niedergebracht. Ab einer Teufe von 84,75 Metern wurde das 1. Flöz mit einer Mächtigkeit von 4,00 Metern durchteuft. Der Schachtsumpf befand sich im Niveau des 1837 eingekommenen, Richtung Niederhermsdorf aufgefahrenen, Flügel des Tiefen Elbstollns. Um die Kohlen aus dem unter die Elbstollnsohle niedergehenden Fallort kostengünstiger zu fördern, baute man in den Fallort Schienen ein. Mit einer im Füllort des Schachtes stehenden Haspel wurde ein auf den Schienen laufender Wagen, auf dem eine Tonne mit Kohlen stand, bis zum Füllort gezogen. Die Tonne wurde an das Schachtseil angeschlagen und mit der auf dem Schacht stehenden viermännigen Haspel gefördert. Die Tonne fasste 2 Scheffel (178,6 kg) Kohlen. Der Haspel wurde später durch einen einspännigen Pferdegöpel ersetzt.
Mit der vollen Inbetriebnahme des Oppelschachtes wurde die Förderung im Antonschacht am 15. Dezember 1849 eingestellt. Der Schacht wurde mit einem Wetterofen versehen und diente danach als ausziehender Wetterschacht. Der Schacht war über die 17. Fallstrecke mit der IV. Hauptstrecke bei +7,33 m NN verbunden.
1883 ging der Oppel-Wetterschacht in Betrieb. Der Antonschacht wurde daraufhin 1885 mit Eichenbohlen und Eisenringen ausgebaut und als einziehender Schacht genutzt.
Am 10. Oktober 1895 wurde der Schacht abgeworfen und verfüllt. 1906 wurde vom Oppelschacht aus der über dem Tiefen Elbstolln noch anstehende Sicherheitspfeiler des Schachtes abgebaut.